# Nakanoまる
Nakanoまる（なかのーまる）は、日本のシンガーソングライターである。

## 来歴
福岡県糸島市出身。
2016年に「ミスiD2017」にて審査員特別賞を受賞。
2017年6月9日にロフトプラスワンで行なわれたカリスマサイド『謝罪オペラ』に出演。同年、シンガーソングライターのつるうちはなが代表を務めるレコード・レーベル「花とポップス」より全国デビューすることが発表され、11月8日にアルバム『MOM』でデビュー。
2018年に公開された映画『ドキ死』で主演と音楽を担当。同作品によりMOOSIC LAB 2018でベストミュージシャン賞と女優賞のダブル受賞を果たした。同年にはシスター社と重宗玉緒とのコラボ・プロジェクト「しすたまる」のモデルを担当したり、舞台出演も行なった。
2022年5月6日、所属していたレーベル「花とポップス」を離れたことを発表。

## 人物
7歳上の姉と3歳上の姉がいる三姉妹の末っ子。
JUDY AND MARY、東京事変（椎名林檎）、SHAKALABBITS、GOING STEADY、ORANGE RANGEを聴いて育った。なお、最初に買ったCDはBUMP OF CHICKENの作品。
楽曲制作時は、一人の女の子をイメージして書かれ、その上に自分の経験と思いを重ねていくという方法がとられている。

## 作品

### シングル
| 発売日         | タイトル             | 規格                   | 収録作品 |
| -------------- | -------------------- | ---------------------- | -------- |
| 2018年12月27日 | ドキ死               | デジタル・ダウンロード | WOW      |
| 2019年3月22日  | とっても明るい未来   | デジタル・ダウンロード | WOW      |
| 2020年5月24日  | ITOSHIMA             | デジタル・ダウンロード | 未収録   |
| 2020年7月15日  | 君はLucky Boy Friend | デジタル・ダウンロード | 未収録   |

### フル・アルバム
| 枚  | 発売日        | タイトル   | 規格 | 規格品番 |
| --- | ------------- | ---------- | ---- | -------- |
| 1st | 2017年11月8日 | MOM        | CD   | HTP-1019 |
| 2nd | 2023年5月24日 | ひるまの星 |      |          |

### EP
| 枚  | 発売日         | タイトル               | 規格                   | 規格品番 |
| --- | -------------- | ---------------------- | ---------------------- | -------- |
| 1st | 2019年8月28日  | WOW                    | CD                     | HTP-1023 |
| 2nd | 2020年4月15日  | あの娘とわたしとあの子 | デジタル・ダウンロード | —        |
| 3rd | 2020年8月19日  | Yellow in Summer       | デジタル・ダウンロード | —        |
| 3rd | 2020年8月19日  | Yellow in Summer       | CD-R                   | —        |
| 4th | 2020年11月22日 | LOVE LOVE LOVE         | デジタル・ダウンロード | —        |

### 全国デビュー以前の作品
この他にも弾き語り音源を集めたCDを多数制作している。

### その他の楽曲
| タイトル       | 備考                                                                                    |
| -------------- | --------------------------------------------------------------------------------------- |
| 夏のしわざ     |                                                                                         |
| 星星星         |                                                                                         |
| ミルキーウェイ |                                                                                         |
| 楽曲不明       | HKT48の1stアルバム『092』（Type-B）に収録の短編映画「岩をも通す村重」のエンディング曲。 |
| パンジーKISS   |                                                                                         |

### 収録作品
| 発売日        | タイトル                         | 収録曲         |
| ------------- | -------------------------------- | -------------- |
| 2017年5月15日 | 鉄コンピ 金の卵編 Vol.3 ライブ盤 | 「笑う女の子」 |

### 参加作品
| アーティスト    | タイトル                            | 収録作品                                             |
| --------------- | ----------------------------------- | ---------------------------------------------------- |
| にんじん        | 「ごあいさつ」                      | 『にんじん 1stアルバム』                             |
| にんじん        | 「自己紹介」                        | 『にんじん 1stアルバム』                             |
| にんじん        | 「モンキーダンシング」              | 『にんじん 1stアルバム』                             |
| にんじん        | 「ふたり」                          | 『にんじん 1stアルバム』                             |
| にんじん        | 「五月雨」                          | 『にんじん 1stアルバム』                             |
| にんじん        | 「海に映る月」                      | 『にんじん 1stアルバム』                             |
| にんじん        | 「カップルシート」                  | 『にんじん 1stアルバム』                             |
| にんじん        | 「パリは燃えているか」              | 『にんじん 1stアルバム』                             |
| にんじん        | 「I LOVE YOU」                      | 『にんじん 1stアルバム』                             |
| にんじん        | 「わたしのどこが好き」              | 『にんじん 1stアルバム』                             |
| にんじん        | 「恋はうたかた」                    | 『にんじん 1stアルバム』                             |
| にんじん        | 「サンフランシスコ」                | 『にんじん 1stアルバム』                             |
| にんじん        | 「ニューヨーク」                    | 『にんじん 1stアルバム』                             |
| にんじん        | 「夜に光るふたつの月」              | 『にんじん 1stアルバム』                             |
| にんじん        | 「全部ひっくるめて愛してしまおう」  | 『にんじん 1stアルバム』                             |
| にんじん        | 「石」                              | 『にんじん 1stアルバム』                             |
| Secret Garden V | 「Interlude」                       | 『「令和源氏オペレッタ」オリジナルサウンドトラック』 |
| Secret Garden V | 「miya」                            | 『「令和源氏オペレッタ」オリジナルサウンドトラック』 |
| Secret Garden V | 「文学恋愛講座」                    | 『「令和源氏オペレッタ」オリジナルサウンドトラック』 |
| Secret Garden V | 「rokujou」                         | 『「令和源氏オペレッタ」オリジナルサウンドトラック』 |
| Secret Garden V | 「murasaki」                        | 『「令和源氏オペレッタ」オリジナルサウンドトラック』 |
| Secret Garden V | 「hakoiri」                         | 『「令和源氏オペレッタ」オリジナルサウンドトラック』 |
| Secret Garden V | 「Go back to the moon」             | 『「令和源氏オペレッタ」オリジナルサウンドトラック』 |
| Secret Garden V | 「matsuyri」                        | 『「令和源氏オペレッタ」オリジナルサウンドトラック』 |
| Secret Garden V | 「Rokujou VS Aoi」                  | 『「令和源氏オペレッタ」オリジナルサウンドトラック』 |
| Secret Garden V | 「kaihou」                          | 『「令和源氏オペレッタ」オリジナルサウンドトラック』 |
| Secret Garden V | 「with b」                          | 『「令和源氏オペレッタ」オリジナルサウンドトラック』 |
| Secret Garden V | 「Go back to the moon (Band ver.)」 | 『「令和源氏オペレッタ」オリジナルサウンドトラック』 |
| Secret Garden V | 「finale」                          | 『「令和源氏オペレッタ」オリジナルサウンドトラック』 |

### 歌唱担当
- ラクマ CM（2018年）
- ワコール「夏のリボンブラ」ムービー（2018年）
- 沢井製薬 Web動画「おくすりのめるかな？」（2018年）[14]

## 出演

### 映画
- ドキ死（2018年） - 主演・中野並子役[8]

### 舞台
- カリスマサイド『謝罪オペラ』（2017年6月9日 / ロフトプラスワン）
- Secret Garden V 〜令和源氏オペレッタ〜（2019年5月23日 / LOFT9 Shibuya）[15]

### ミュージック・ビデオ
- 川﨑レオン「ファースト・ピアス」（2018年）[16]
- つるうちはな「おまじないを君に」（2019年）[17]

## 書籍
- 重宗玉緒 KIMONO STYLE BOOK 3「しすたまる」（モデルを担当）

## ライブ

### 出演イベント・ライブ
- 2016年08月19日 - ウダガワガールズコレクション vol.157（渋谷gee-ge）
- 2017年05月13日 - 栄ミナミ音楽祭（富士浅間神社）
- 2017年05月13日 - 花とホップスーBEER OR DIEー（新宿Marble）
- 2017年07月09日 - 花とポップス 二杯目！ 〜はなちゃんのおたんじょうびかい〜 ＠新宿Marble
- 2017年08月12日 - 花ポFES2017 〜ハイツだよ！全員集合〜（原宿ストロボカフェ）
- 2017年09月24日 - 花とホップス 三杯目-ふつうの女の子（新宿Marble）
- 2017年09月30日 - 花ポフ会（西荻窪アートリオン）
- 2017年10月21日 - GIRL's FREE!!! vol.1（豪徳寺リーフルーム）
- 2017年10月09日 - HUG ROCK FESTIVAL 2017 体育の日（渋谷Gee-Ge）
- 2017年12月24日 - 花とポップス主催 -Sunday Flower Party- Happy Xmas.（北参道ストロボカフェ）
- 2018年03月11日 - 花とポップス2周年記念（下北沢MOSAiC）
- 2018年04月04日 - 花とポップス五杯目〜五月病にはまだ早い〜（新宿Marble）
- 2018年05月03日 - HUG ROCK FES 2018 GW（渋谷スターラウンジ）
- 2018年05月05日 - 花ポッパー感謝祭（北参道ストロボカフェ）
- 2018年05月26日 - 花ポのワッ！その2 〜はなまる編〜（新宿Marble）
- 2018年06月17日 - YATSUI FESTIVAL! 2018（7th Floor）
- 2018年08月11日 - 花ポFES2018〜O-nestだよ！全員集合！〜（渋谷O-nest）
- 2018年12月02日 - 平成最後の花ポFES（新宿Marble）
- 2019年03月21日 - 祝・花とポップス三周年！〜お花見だよ！全員集合〜（下北沢MOSAiC）
- 2019年05月06日 - HUG ROCK FESTIVAL 2019 GW
- 2019年10月13日 - Saga Vocalist Festival 2019 " 佐賀RAG-G × 吃驚仰天サガ!" 吃驚仰天!サガ ～佐賀もんと愉快な仲間たち～ Vol.2
- 2022年05月19日 - BIRTH Vol.4

## タイアップ
| 年     | 曲名           | タイアップ                                   |
| ------ | -------------- | -------------------------------------------- |
| 2017年 | 曲名不明       | 短編映画『岩をも通す村重』エンディングテーマ |
| 2018年 | ドキ死         | 映画『ドキ死』主題歌                         |
| 2018年 | 爽やか山下くん | 映画『ドキ死』劇中歌。                       |
| 2019年 | To The Moon    | Secret Garden V『令和源氏オペレッタ』主題歌  |

## 受賞
2016年
- 「ミスiD2017」審査員特別賞

2018年
- 『MOOSIC LAB 2018』短編部門
  - ベスト・ミュージシャン賞
  - 女優賞（『ドキ死』）